# Pastor roseus
El estornino rosado (Pastor roseus) es una especie de ave paseriforme de la familia Sturnidae propia de Eurasia. Es la única especie del género Pastor.

## Descripción

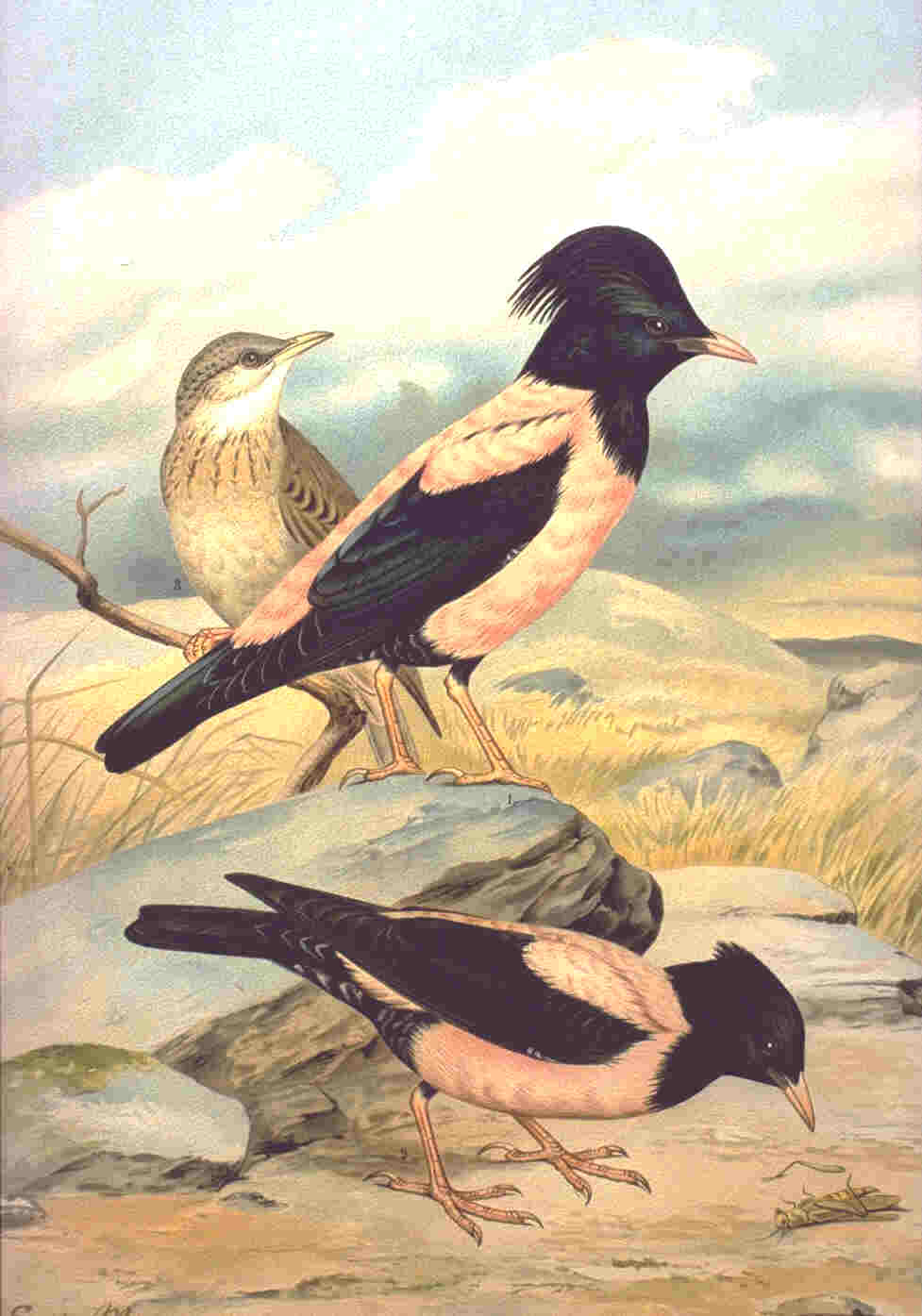
Plumaje de verano:
Macho adulto (centro), hembra (abajo) y pichón (detrás).

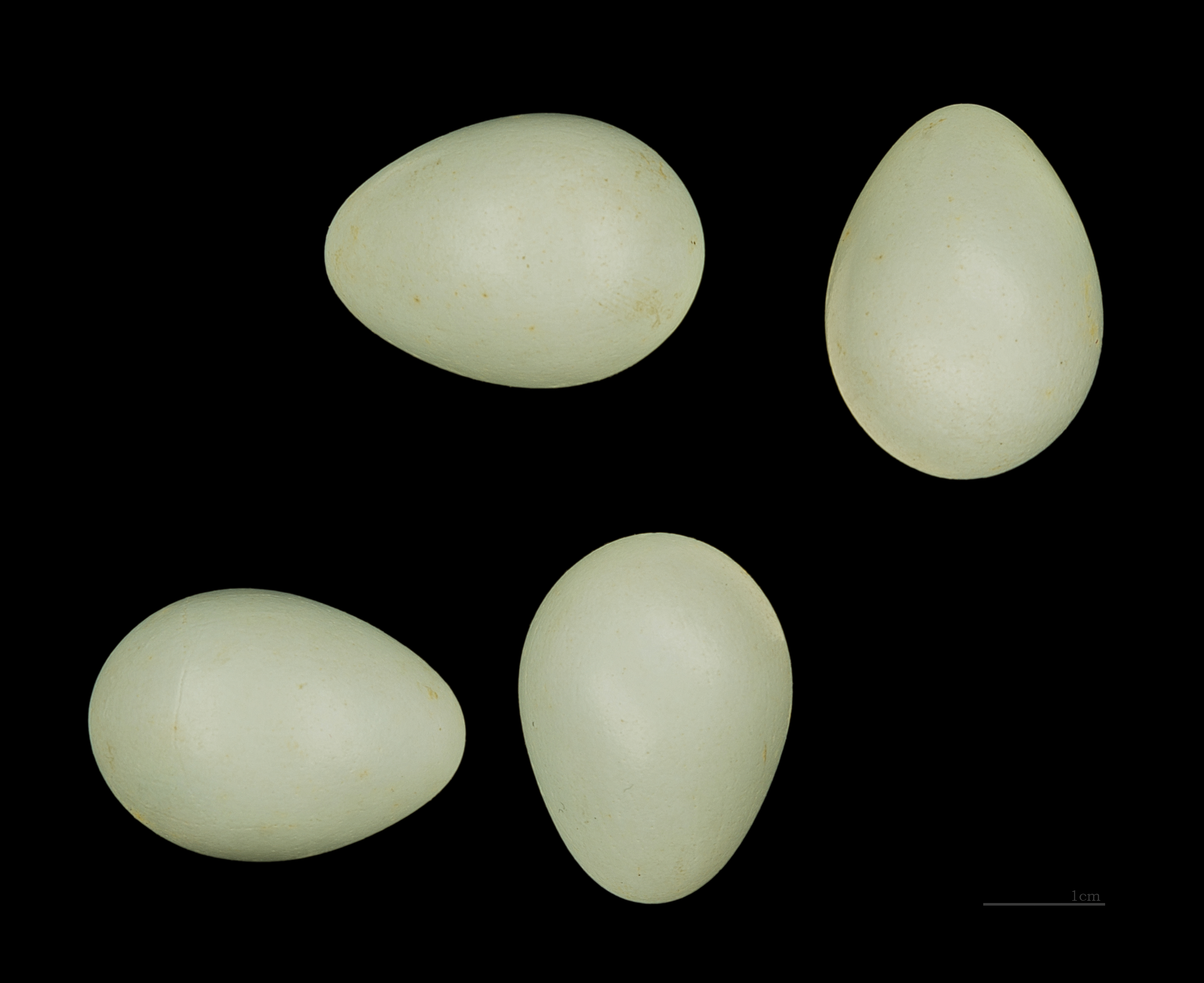
Huevos de Sturnus roseus

El estornino rosado habita el área comprendida entre el este de Europa hasta la zona templada del sur de Asia. Es un ave migratoria que pasa los inviernos en India y en Asia tropical. En invierno, en India, suele superar en número a los estorninos locales y a los minás.  
El adulto de esta especie se distingue muy fácilmente, con su cuerpo rosado, sus patas y pico de color naranja pálido y con su cabeza, alas y cola negra. Los machos en la temporada reproductiva tienen las plumas de la cabeza más extendidas, formando una cresta; esta es más corta en invierno y las áreas negras desarrollan plumas de tonos más pálidos, que desaparecen cuando el ave repluma al acercarse la temporada de reproducción. 
Las hembras tienen una cresta corta y son más pálidas en conjunto, especialmente sin el contraste brusco entre el rosa y el negro. Los pichones pueden distinguirse del estornino pinto por su plumaje más claro y su pico corto y amarillo. Presentan una versión más suave del plumaje adulto, sin la cresta. Adquieren el plumaje de adultos al llegar al año de edad en las hembras y a los dos años, aproximadamente, en los machos. Los últimos en su segundo año tienen un plumaje similar a las hembras adultas pero con crestas más largas y con bordes de plumas notablemente pálidos. 
El estornino rosado es un ave que habita en la estepa y en las tierras destinadas a la agricultura. En la época en que abundan los saltamontes y otros insectos, puede migrar lejos de su hábitat, hasta lugares tales como Francia y el Reino Unido. 
Es una especie que forma colonias, y como los demás estorninos, es gregario y forma grandes bandadas en invierno. También comparte la dieta omnívora de los demás estorninos, con una marcada preferencia por los insectos. 
El canto es típico de los estorninos, una mezcla de chirridos y traqueteos, acompañados por un gran movimiento de alas.